# 希伯尼亞

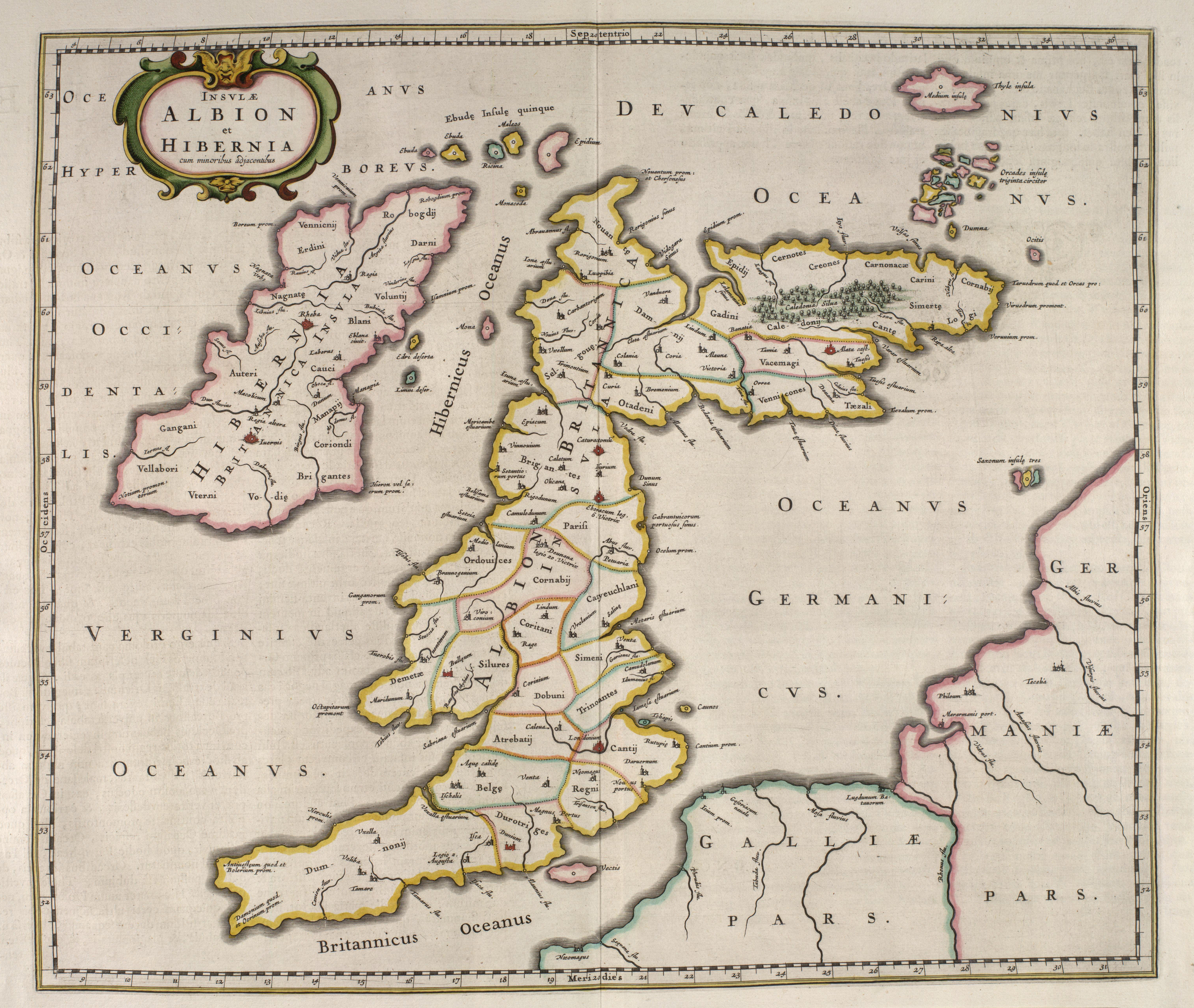
一幅繪製於公元1654年的地圖，圖中仍以古名「希伯尼亞」稱呼愛爾蘭島

希伯尼亞（Hibernia，拉丁語：[(h)ɪˈbɛr.n̪i.a]）是爱尔兰岛的古典拉丁語名稱。希伯尼亞之名源自以希腊语寫成的相關歷史文獻。於馬薩利亞的皮西亞斯探索西北欧期間，他以「Ἰέρνη」稱呼愛爾蘭島。在托勒密《地理學指南》一書中的地圖內，記載該島名為「Ἰουερνία」。羅馬歷史學家塔西陀於其作品阿古利可拉傳裡則使用希伯尼亞這個名字。
Ἰουερνία之名是希臘語對凯尔特语族Īweriū的轉譯，並最終在愛爾蘭語裡衍伸出Ériu和Éire等別稱。該名在拉丁语中被近一步轉變，成為含有「冬之地」（land of winter）意涵的地名。

## 後羅馬時代用法
斯科特人的皇帝（Emperor of the Scoti）是愛爾蘭君主布赖恩·博鲁的頭銜。從1172年起，統治愛爾蘭領地的英格蘭國王們開始使用Dominus Hibernie的稱號（即「希伯尼亞領主」之意）。愛爾蘭王國另創設了Rex Hiberniae的頭銜。杰拉杜斯·麦卡托在1541年的世界地圖上以「希伯尼亞」稱呼愛爾蘭。爱尔兰邦联於1642年－1650年間統治愛爾蘭大部分地區，邦聯的的座右銘是：「為了上帝、國王和祖國，希伯尼亞是團結的」（Pro Deo, Rege et Patria, Hibernia Unanimis）。
到了18世紀，希伯尼亞再度於某些情況下被重新使用，就如使用喀里多尼亚代稱蘇格蘭，以及用不列颠尼亚代表不列顛一樣。1700年代的愛爾蘭硬幣和2016年的2歐元硬幣上都使用了希伯尼亞這個名字。希伯尼亞之名隨著愛爾蘭愛國者黨的興盛而流行起來。在北歐地區採用帕拉第奧式建築設計時，廣泛使用帶有古典風格和文明的色彩的希伯尼亞代指愛爾蘭。在教授拉丁語的新教學校裡，希伯尼亞被當作術語和形容詞使用。都柏林市政厅建於1769年－1779年，該建築刻有「SPQH」的銘文，其意為「希伯尼亞的參議院和人民」（Senatus Populusque Hibernicus）。皇家希伯尼亞學院的歷史則可以追溯至1823年。
18世紀一群由愛爾蘭流亡者組成的西班牙外籍軍團被稱為希伯尼亞軍團。
今日希伯尼亞之名已較少人使用。但偶爾仍會被用於組織名稱或其他方面，例如：希伯尼亞國家銀行、希伯尼亞人古代協會、希伯尼亞人雜誌、希伯尼亞學院、希伯尼亞管弦樂團、希伯尼安足球俱乐部 、希伯尼亞號戰艦，以及加拿大紐芬蘭與拉布拉多省附近的希伯尼亞油田、希伯尼亞海上石油平台等。